# Hanna Korflür
Hanna Korflür (* 17. Oktober 1925 in Marburg als Hanna Kircher; † 29. Dezember 1993 ebenda) war eine deutsche Bildhauerin, Illustratorin und Grafikerin. Ihr künstlerisches Werk umfasste Zeichnungen, Collagen, Druckgrafiken, Buchillustrationen, Reliefbilder, Wand- und Raumplastiken und Rauminstallationen.

## Leben
Hanna Korflür war das zweite Kind von Mia und Walter Kircher. Mit ihren sieben Geschwistern wuchs sie in einem handwerklich und künstlerisch geprägten Elternhaus auf. Die Eltern führten sie früh an kreative Techniken der Holzbearbeitung und Weberei heran. Früh entstanden Zeichnungen, Scherenschnitte und plastische Arbeiten.
Hanna Korflür besuchte die Südschule und die Elisabethschule in Marburg. Von 1942 bis 1945 absolvierte sie an der Meisterschule für Kunsthandwerk in Halle Giebichenstein (heute: Burg Giebichenstein Kunsthochschule Halle) eine künstlerische Ausbildung in den Klassen für Schrift- und Buchgrafik bei Herbert Post und Bildhauerei bei Gustav Weidanz. Anschließend studierte sie bis 1947 an der Werkkunstschule Offenbach (heute: Hochschule für Gestaltung Offenbach am Main) Illustration und Freies Gestalten bei Hans Schminke.
1947 heiratete sie den gelernten Schriftsetzer und Grafiker Eduard T. Korflür. In der eigenen Werbeagentur arbeitete sie mit ihm zusammen als Gebrauchsgrafikerin. Mit der Geburt ihrer vier Kinder ruhte ihre künstlerische Tätigkeit für zwanzig Jahre. 1967 nahm sie ihre künstlerische Tätigkeit wieder auf. Es entstanden Zeichnungen, Druckgrafiken und plastische Arbeiten aus Holz und Metall, später kamen Styropor, Pappmaché und Wellpappe hinzu. Ihre Arbeiten wurden regelmäßig in Einzel- und Gruppenausstellungen, unter anderem in den jährlichen Ausstellungen des Marburger Kunstvereins, gezeigt.
1968 wurde sie Mitglied im Berufsverband Bildender Künstler (BBK). Seit 1973 war Hanna Korflür Mitglied des Marburger Künstlerkreis – Kunstverein e.V. (1982 erfolgte die Umbenennung in Marburger Kunstverein e.V.). Von 1975 bis 1976 war sie 2. Vorsitzende, von 1976 bis 1980 Schriftführerin im Kunstverein und ab 1980 war sie Mitglied des künstlerischen Beirats.

## Werk

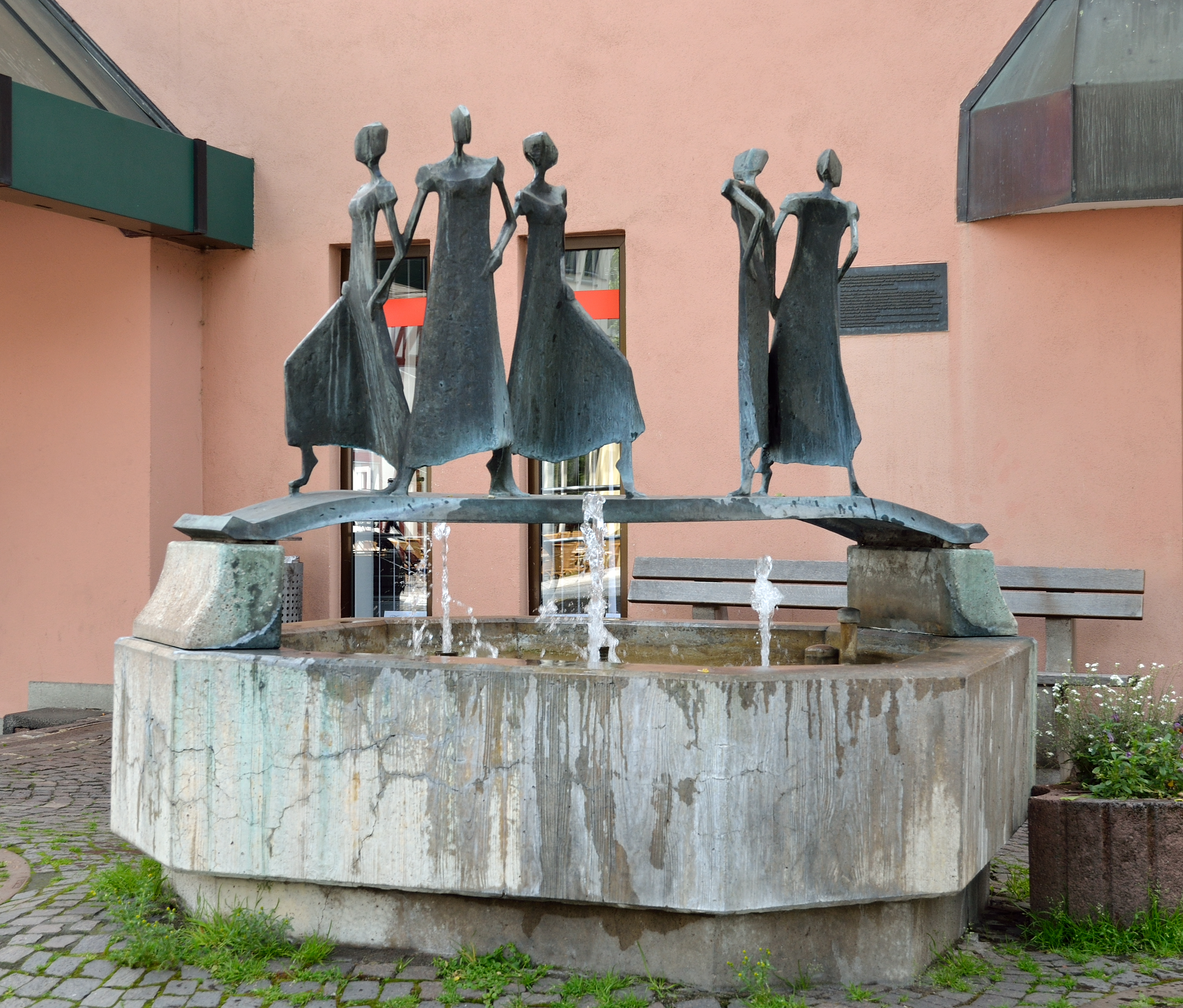
Hoffmanns-Lieschen-Brunnen, Bronze und Beton, Marburg 1979

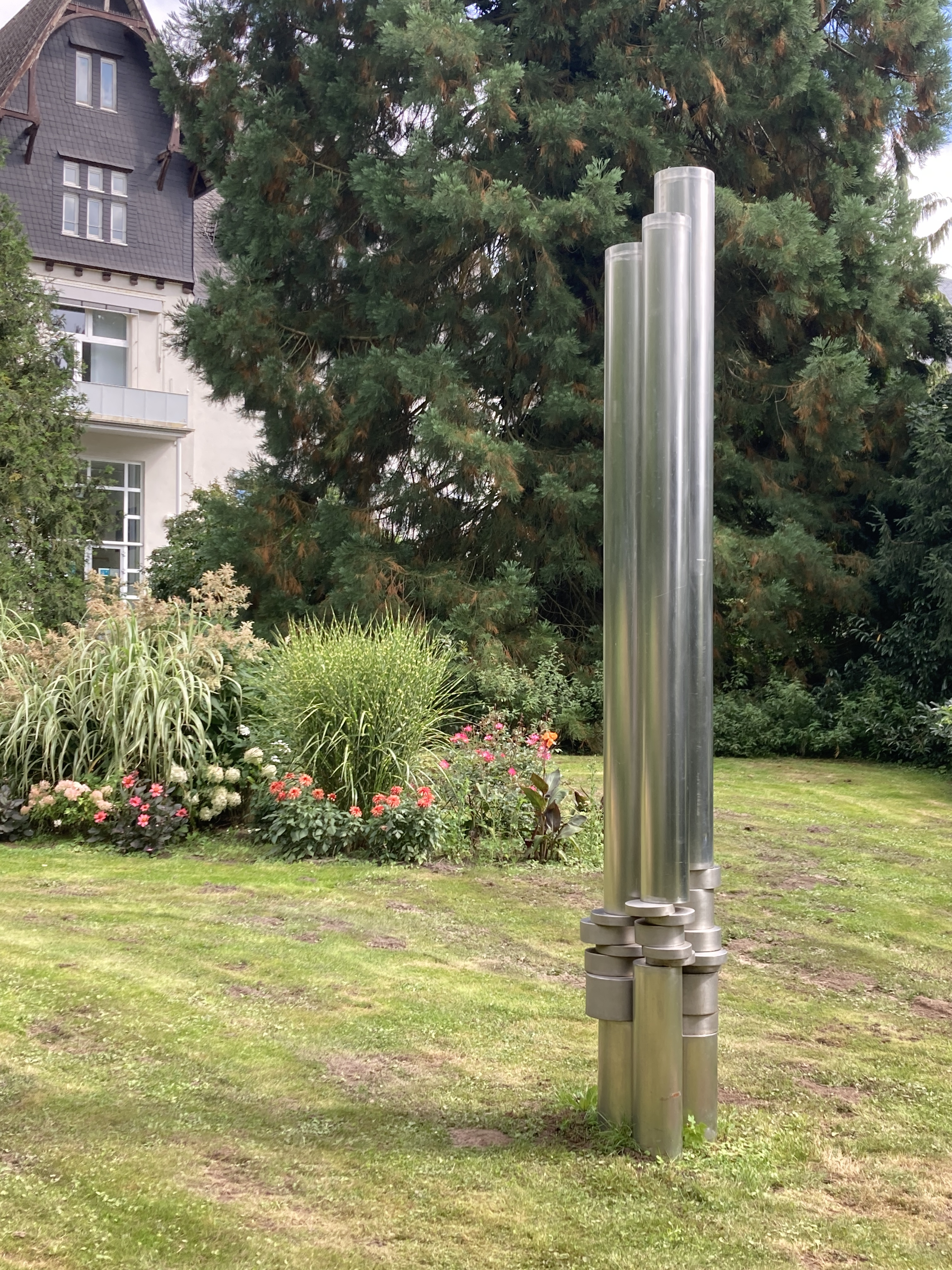
Große verschobene Röhren, Edelstahl, 1976. Seit 2013 steht die Skulptur vor der Vitos Klinik in Marburg.

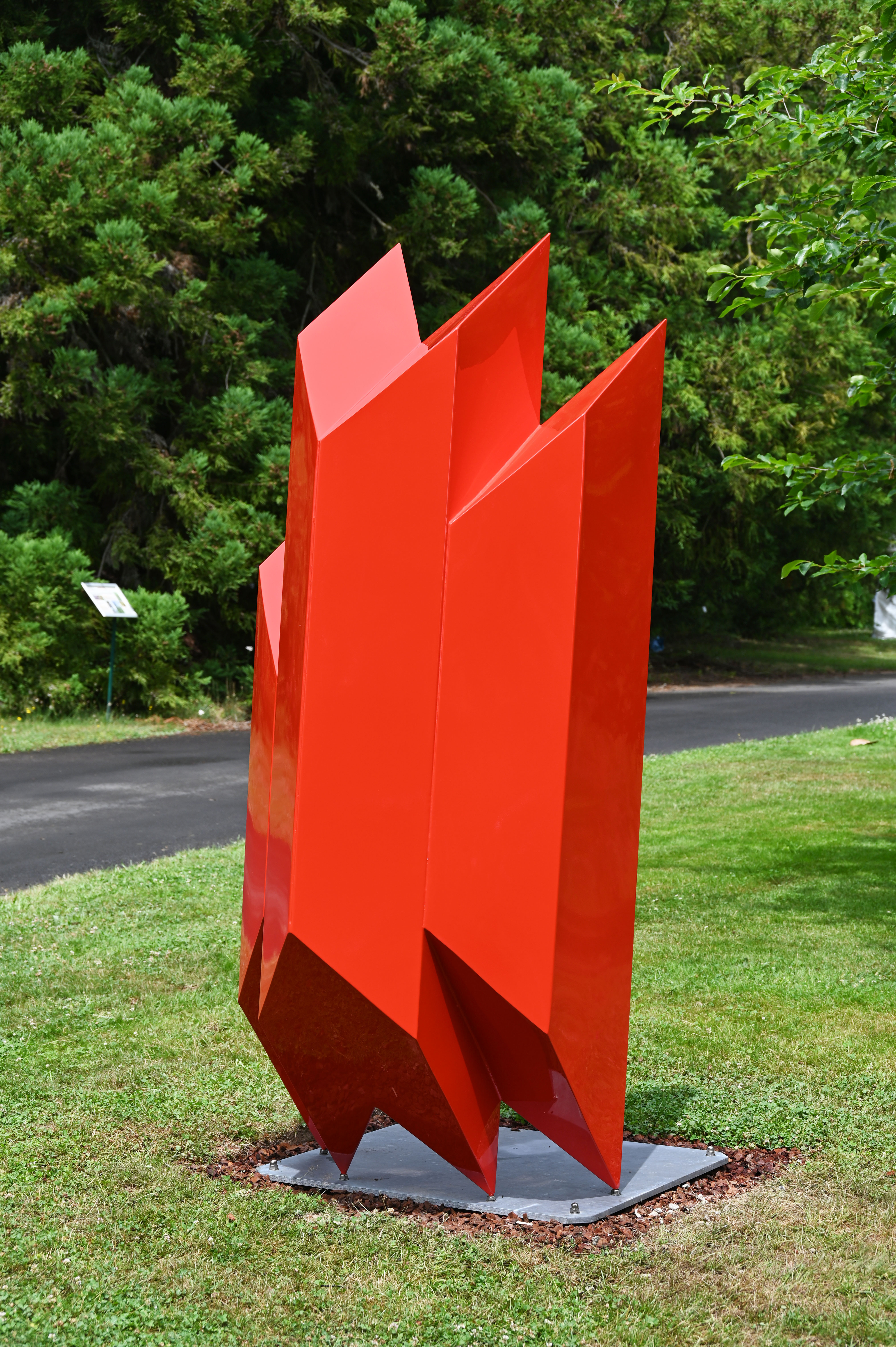
Signal, Eisenblech rot lackiert, 1973. Seit 2022 steht die Skulptur im Neuen Botanischen Garten in Marburg.

### Plastiken im öffentlichen Raum
In den 1970er Jahren entwarf Hanna Korflür Plastiken für den öffentlichen Raum. 1973 schuf sie die Plastik Signal – sie stand vorübergehend neben dem Eingangsbereich der Stadthalle in Marburg – und 1976 die Edelstahlplastik Große verschobene Röhren, sie steht seit 2013 im Park der Vitos Klinik Marburg. Diese beiden Arbeiten entstanden ohne Auftrag. Am 1. Juli 2022 wurde die restaurierte Skulptur Signal im Neuen Botanischen Garten in der Karl-von-Frisch-Straße in Marburg wieder ausgestellt.
1979 gewann Hanna Korflür den Gestaltungswettbewerb der Stadtsparkasse Marburg für den Hoffmanns-Lieschen-Brunnen in Marburg-Weidenhausen.

### Plastiken für sakrale Räume
Ende der 1970er bis Ende der 1980er Jahre schuf Hanna Korflür – zum Teil in Zusammenarbeit mit dem Glaskünstler Erhardt Jakobus Klonk – eine Reihe plastischer Objekte, Wandreliefs und Raumgestaltungen für sakrale Orte. Es entstanden Werke für die evangelischen Kirchen in Braunschweig-Broitzem und Bornhausen, die Friedhofskapelle in Schnathorst und die neue Friedhofskapelle am Rotenberg in Marburg. Für die Kapelle des Bundeswehrkrankenhauses in Gießen gestaltete sie den Altarraum.

### Zeichnungen, Collagen, Druckgrafiken
Die Zeichnung war für Hanna Korflür immer ein eigenständiges Ausdrucksmedium: „Meine Zeichnungen, soweit sie nicht direkt Vorarbeiten für Objekte sind, entstehen neben und zwischen den größeren Arbeiten. Sie sind gleichsam ein Atemholen, eine Rückversicherung.“ Zeichnungen waren ihr „Notizen, schnell festgehaltene Ideen, die im schwerfälligen Prozeß des Umsetzens ins Plastische leicht flüchtig werden können.“
1986 illustrierte Hanna Korflür das Buch Kennen Sie die Dauphiné von Elfriede Ehl mit Federzeichnungen. Für ihr eigenes Buch Das alte Haus – es erschien postum 1994 – fertigte sie 24 Papier-Collagen an. Sie schildert darin das alltägliche Leben ihrer Kindheit in ihrem Marburger Geburtshaus in der Barfüßerstraße 3.

## Ausstellungen (Auswahl)
- 1968: Kasseler Kunstverein und Marburger Universitätsmuseum
- 1971: Galerie Landwehr, Darmstadt
- 1971: Steinernes Haus, Frankfurt am Main
- 1974: Marburger Künstlerkreis – Kunstverein e.V.
- 1978: Galerie KEO, Hagen
- 1980: „Übergänge“, Sommerausstellung Marburger Künstlerkreis – Kunstverein e.V.
- 1980: Salon Rotovz, Maribor
- 1981: „Stilleben“, Sommerausstellung Marburger Künstlerkreis – Kunstverein e.V.
- 1982: „Bildhauer im Schloß“, Marburger Kunstverein e.V.
- 1984: „Musik und Malerei“, Marburger Kunstverein e.V. und Landesvertretung Hessen
- 1985: „Jüdische Friedhöfe“, Sommerausstellung Marburger Kunstverein e.V.
- 1988: Städtische Galerie, Wesseling
- 1989: „Raum und Wand – Collagen“, Marburger Kunstverein e.V.
- 1990: „Hanna Korflür – Collagen und Zeichnungen“, Otto-Richter-Halle, Würzburg
- 1993: 40 Jahre Marburger Kunstverein e.V.

## Werke an öffentlichen Orten
- Hessisches Kulturministerium, Wiesbaden
- Museum für Kunst und Kulturgeschichte, Marburg
- Stadtverwaltung und Arbeitsamt, Marburg
- Finanzamt, Marburg
- Hessisches Amt für Versorgung und Soziales, Gießen[8]